# AlmavivA
AlmavivA è un'azienda italiana  che opera nella tecnologia dell'informazione  e nei servizi di esternalizzazione (CRM Customer Experience) a livello globale.

## Attività
Al 2025, il gruppo Almaviva impiega 41.000 persone, 7.000 delle quali in Italia e 34.000 all'estero e, con un fatturato pari a 1.411 milioni di euro (2024), opera attraverso 30 società in Italia e 80 sedi nel mondo.
Opera nei seguenti mercati: cybersecurity, difesa e sicurezza, banche e assicurazioni, trasporti e logistica, agricoltura, sanità, transizione ecologica, telco, energia & servizi, pubblica amministrazione centrale e locale.
Il presidente del Gruppo Almaviva è nel Consiglio Generale di Confindustria ed è stato delegato dell'Associazione per la Cyber Security. Almaviva è inoltre attiva sui sistemi di monitoraggio e gestione delle transazioni di business e protezione dei dati di privacy, come sancito dal Global Data Protection Regulation (Gdpr).
Il Gruppo Almaviva è stato attivo attraverso l’azienda Almaviva Contact nel settore dei contact center, che nel 2016 ha evidenziato grandi criticità sul mercato italiano, in ragione del calo delle tariffe e e della concorrenza delle delocalizzazioni . Almaviva Contact ha progressivamente dismesso le sue attività nel settore.

## Storia
La holding presieduta da Alberto Tripi, COS.IT, costituita dal Gruppo COS e da Interbanca, nel 2005 acquisisce il gruppo Finsiel da Telecom Italia. Dall'integrazione delle attività del Gruppo COS nei servizi di telecomunicazioni e quelli nell'informatica di Finsiel nasce il gruppo Almaviva.
Nel 2006 nasce AlmavivA do Brasil. La società nel 2015 è tra i primi 5 operatori di customer relationship management (CRM) del mercato brasiliano, con 921 milioni di R$ di fatturato.
Nel 2010 AlmavivA apre la sua prima sede in Cina, a Shanghai, grazie alla partnership tra AlmavivA e il Gruppo cinese CCID, mentre nel 2014 nasce Almawave USA. Vengono costituite AlmavivA de Belgique, con sede a Bruxelles, e Almacontact, con sede a Bogotá.
Il 30 settembre 2011, TSF - Tele Sistemi Ferroviari si è fusa per incorporazione in AlmavivA S.p.A.
Nel 2014, la società vince la gara finanziata dalle Nazioni Unite per realizzare il portale della Nuova Assemblea Costituente (NAC) della Tunisia, eletta a seguito della Rivoluzione dei Gelsomini del 2011.
A ottobre 2016 AlmavivA Contact annuncia di aver perso 100 milioni di fatturato negli ultimi 4 anni e di aver aperto una procedura di riorganizzazione aziendale. Il Governo avanza una proposta di accordo, siglata al Ministero dello Sviluppo Economico a dicembre 2016 dall'azienda e dalle rappresentanze sindacali della sede di Napoli. I rappresentanti sindacali di Roma non firmano l'accordo e il call center di Roma viene chiuso, causando 1666 licenziamenti.
Nel 2017, il gruppo AlmavivA ha presentato il nuovo sistema informativo del parlamento tunisino.
Nello stesso anno, AlmavivA si aggiudica l’appalto di Spc, nello specifico i lotti 3 e 4 da 850 milioni in 5 anni, per la fornitura di interoperabilità dati e cooperazione applicativa per l’acquisizione e l’analisi di big data, tramite servizi web e l’Internet delle cose (IdC) .
Nel 2018 AlmavivA si aggiudica il bando aperto dall’Agenzia Nazionale dei Trasporti Finlandese (Liikennevirasto) per il nuovo sistema di informazione al pubblico nelle oltre 200 stazioni della rete ferroviaria finlandese, occupandosi anche di progettare l’architettura dell’infrastruttura essenziale per fornire i servizi e assicurerà l’esercizio dell’apparato per i prossimi 10 anni.
A maggio 2018, AlmavivA annuncia l’acquisizione dell’84,05% del capitale di Sadel SpA, realtà specializzata nei sistemi di informazione dei passeggeri di bordo treno.
A luglio 2018 viene aperta una nuova sede a Rovereto (Trento), per potenziare ricerca e sviluppo di nuove tecnologie legate alla meccatronica, all’industria 4.0, alla gestione dell'energia, al mobile e alla mobilità.
Il primo aprile 2019, Almawave ottiene da Frost Moc & Sullivan il riconoscimento “Enabling Technology Leadership Award”, per il settore Customer Management Bpo Industry.
Ad agosto 2019, AlmavivA acquisisce Wedoo, azienda italiana fondata nel 2007 a Torino, focalizzata sulla user experience e sull’interazione tra uomo e tecnologia.
Ad ottobre 2020, viene pubblicato il portale pubblico di accesso ai servizi per l’export, nazionali e regionali, che mette a disposizione gli strumenti forniti da Farnesina, Agenzia ICE, SACE e SIMEST e realizzato da AlmavivA.
A gennaio 2021 Almawave acquisisce la maggioranza di OBDA Systems, startup nata in seno all’Università La Sapienza di Roma per estrarre informazioni da dataset complessi e di grandi dimensioni .
A marzo 2021 Almawave, società italiana, parte del Gruppo Almaviva, attiva in ambito Data & Artificial Intelligence viene quotata in borsa, sul mercato AIM, oggi Euronext Growth Milan (Ticker: AIW)  
Ad agosto 2021 AlmavivA acquisisce Kline srl, azienda specializzata in piattaforme software integrate per il comparto wealth management e potenzia l’offerta a SIM, SGR e private banking .
A gennaio 2022 nasce ReActive, la nuova società del Gruppo Almaviva per il mondo Finance  .
A febbraio 2022 Almawave sottoscrive un accordo vincolante per l'acquisizione di SisTer - Sistemi Territoriali S.r.l. società attiva nello sviluppo di soluzioni in ambito data science. Sister è nata come spin-off del Consiglio Nazionale delle Ricerche (Cnr)  . 
Ad aprile 2022 Almawave acquisisce il 100% di The Data Appeal Company S.p.A. specializzata nel settore turismo, finance e location intelligence, estrae informazioni da una combinazione di dati geografici, di sentiment e trend di mercato, per offrire supporto alle decisioni strategiche  .
A maggio 2023 Almaviva entra a far parte della Fondazione per la Sostenibilità Digitale ed entra come socio co-fondatore in Fondazione Venezia Capitale Mondiale della Sostenibilità  .
A luglio 2023 entrano nel Gruppo Almaviva B.M. Tecnologie Industriali e 2f Water Venture che operano nell’ambito della digitalizzazione del servizio idrico .
A dicembre 2023 FS Italiane e Almaviva firmano intesa su sviluppo di soluzioni digitali made in Italy nel settore trasporti e della logistica in ambito nazionale e internazionale .
A dicembre 2023 Almawave, tramite the Data Appeal Company, acquisisce il 70% della spagnola Mabrian Technologies, società specializzata nello sviluppo e realizzazione di soluzioni in ambito travel e destination intelligence  . 

## Società controllate
Il Gruppo AlmavivA è costituito da numerose società controllate.